# 千葉県射撃場
千葉県射撃場（ちばけんしゃげきじょう）は、千葉県市原市古敷谷2620番にある公営射撃場。

## 基本情報
- 管轄：千葉県環境生活部
- 管理・運営：千葉県猟友会
- 所在地：千葉県市原市古敷谷2620番
- 敷地面積：27.5ha
- 射撃施設造成面積：8ha（他は雑木林）

## 歴史
- 1980年（昭和55年）10月 - 開場。
- 1999年（平成11年）11月 - 環境基準の7倍にあたる0.071mg/Lの鉛を検出。
- 2000年（平成12年）
  - 1月 - 千葉県などが対策検討会を設置。
  - 2月 - 活性炭などで水をろ過する施設を設置。
- 2001年（平成13年）
  - 4月 - 週刊金曜日に県職員の内部告発で鉛問題が発覚。
  - 7月 - 県より使用中止が発表される。
  - 8月 - 台風11号の影響で環境基準を超える鉛が検出され、一時閉鎖を発表。
- 2002年（平成14年）より - 三か年計画で鉛撤去作業を実施。
- 2008年（平成20年）2月 - 平成19年度水質調査結果を公開。

## 現状
2000年（平成12年）より毎年、水質調査が行われている。
現在千葉県は公式発表で閉鎖としているが、千葉県猟友会により狩猟免許試験が毎年行われている。
2007年市民団体のメンバーが視察団に参加した際、施設内で大量の鉛を確認している。

## 問題点
鉛が検出された水路は近接する高滝湖（高滝ダム）に流れこみ、その高滝湖の水は、市原市民・千葉市民が飲料水、農業用水などに利用しており鉛汚染の延長線上にある鉛中毒が一部で懸念されている。
また鳥獣類への鉛中毒、水・土壌汚染も心配されている。

## 県内の射撃場（民間）
- 成田射撃場
- 銚子射撃場
- 京葉射撃倶楽部射撃場
- 金谷国際射撃場
- 鴨川国際射撃場